# 刺果苏木
刺果苏木（学名：Guilandina bonduc），又名老虎心、大托叶云实，为豆科刺果苏木属的植物。分布于台灣本島以及中国大陆的广西、广东等地，常生长在海岸灌丛。